# Геракл (фильм, 1962)
«Геракл» (нем. Herakles) — короткометражный документальный фильм режиссёра Вернера Херцога, его дебютная работа, снятая в двадцатилетнем возрасте.

## Сюжет
Мужчина с рельефной мускулатурой занимается в тренажёрном зале (в качестве модели выступает «Мистер Германия 1962» Райнхард Лихтенберг). Но для чего прилагает усилия этот современный Геракл? Расчистит ли он авгиевы конюшни? Убьёт ли лернейскую гидру? Усмирит ли жеребцов Диомеда? Победит ли амазонок? Справится ли со стимфалийскими птицами? В качестве современных аналогов подвигов мифологического героя режиссёр предлагает нынешним Гераклам решить острые проблемы, с которыми сталкивается современное общество.